# 塔朗空站
塔朗空站是位于内蒙古自治区根河市阿乌尼林场的一个铁路车站，邮政编码22363。车站建于1966年，有牙林铁路经过该站，现不办理客货运业务。车站距离牙克石411公里，隶属哈尔滨铁路局，是五等站。